# Phyllurus ossa
Phyllurus ossa este o specie de șopârle din genul Phyllurus, familia Gekkonidae, descrisă de Couper, Covacevich și Moritz 1993. A fost clasificată de IUCN ca specie cu risc scăzut. Conform Catalogue of Life specia Phyllurus ossa nu are subspecii cunoscute.